# 방코 데 에스파냐역
방코 데 에스파냐 역(스페인어: Banco de España)은 마드리드 지하철 2호선의 역이다. 마드리드 센트로 구의 알칼라 거리 지하에 자리잡고 있다. 역 부근에는 시벨레스 광장이 있다. 요금구역상으로는 A구역에 속한다.

## 역사
1924년 6월 14일 2호선 솔 - 벤타스 구간 첫 개통 당시부터 영업에 들어갔다. 역명은 부근에 위치한 스페인 은행에서 따왔다. 그밖에 역 주변에는 시벨레스 분수, 시벨레스궁 (마드리드 시청), 시르쿨로 데 벨라스 아르테스, 카사 데 코레오스, 산 호세 교회, 부에나비스타 궁전, 내무부 청사 등이 있다.

## 환승 정보
이 역에서 세르카니아스 마드리드 노선으로 환승할 수 있다. 1, 2, 7, 8, 10호선이 다닌다.
역 주변에 시내버스 정류장이 여러 곳 있다. 경유하는 주간 노선과 야간 노선 역시 상당히 많다.
| 마드리드 지하철                                         | 마드리드 지하철       | 마드리드 지하철                                             |
| ------------------------------------------------------- | --------------------- | ----------------------------------------------------------- |
| 레티로 라스 로사스                                      | 마드리드 지하철 2호선 | 세비야 콰트로 카미노스                                      |
| 세르카니아스 마드리드                                   |                       |                                                             |
| 누에보스 미니스테리오스 아에로푸에르토 T4               | C1호선                | 아토차 프린시페 피오                                        |
| 누에보스 미니스테리오스 차마르틴                        | C2호선                | 아토차 과달라하라                                           |
| 누에보스 미니스테리오스 순환선 (차마르틴 > 라스 로사스) | C7호선                | 아토차 알칼라 데 에나레스 / 순환선 (아토차 > 프린시페 피오) |
| 누에보스 미니스테리오스 세르세디야                      | C8호선                | 아토차 / 과달라하라                                         |
| 누에보스 미니스테리오스 푸엔테 데 라 모라               | C10호선               | 아토차 비얄바                                               |